# Fuhrmannsstein

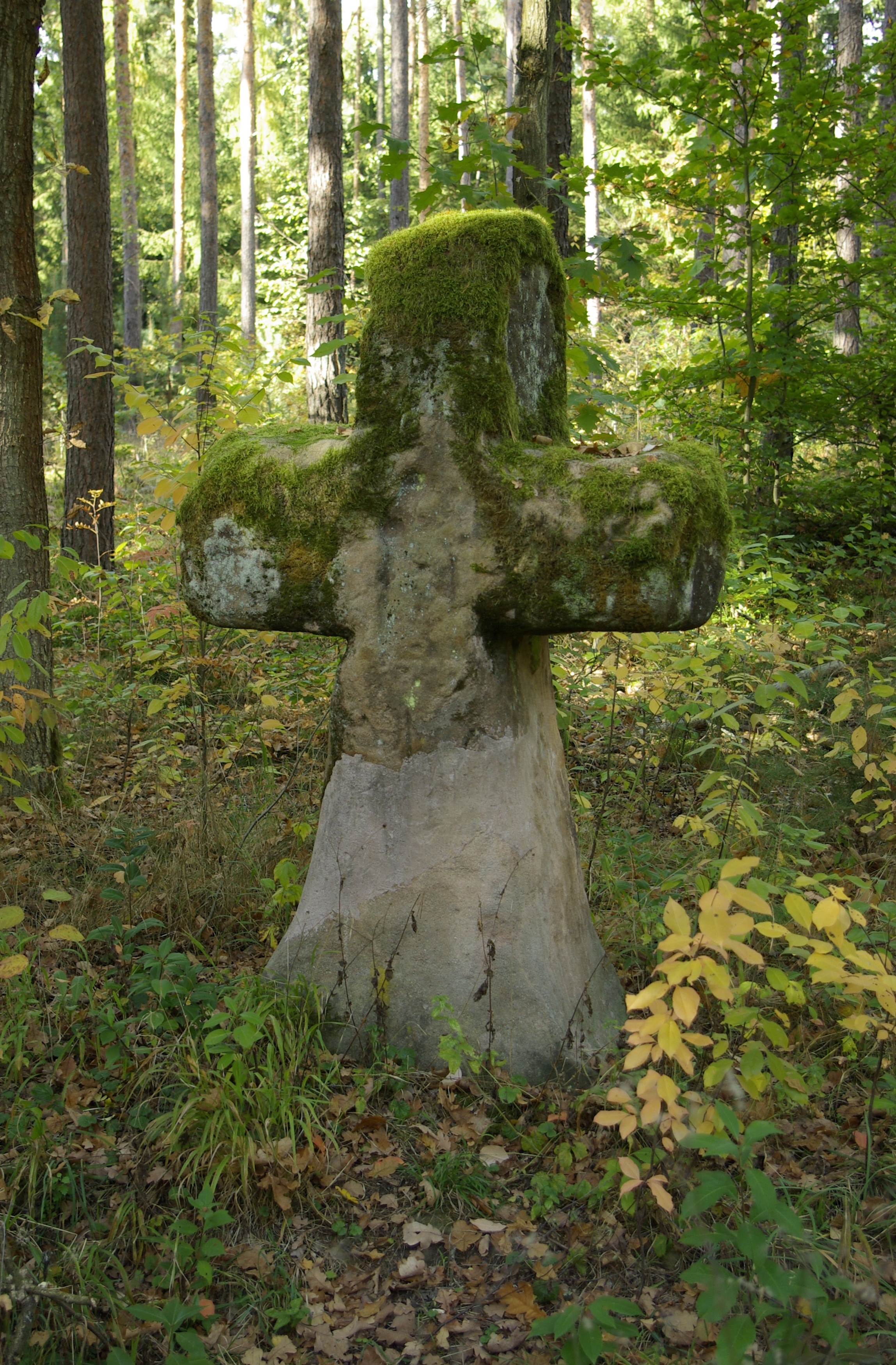
Der Fuhrmannsstein, 2012

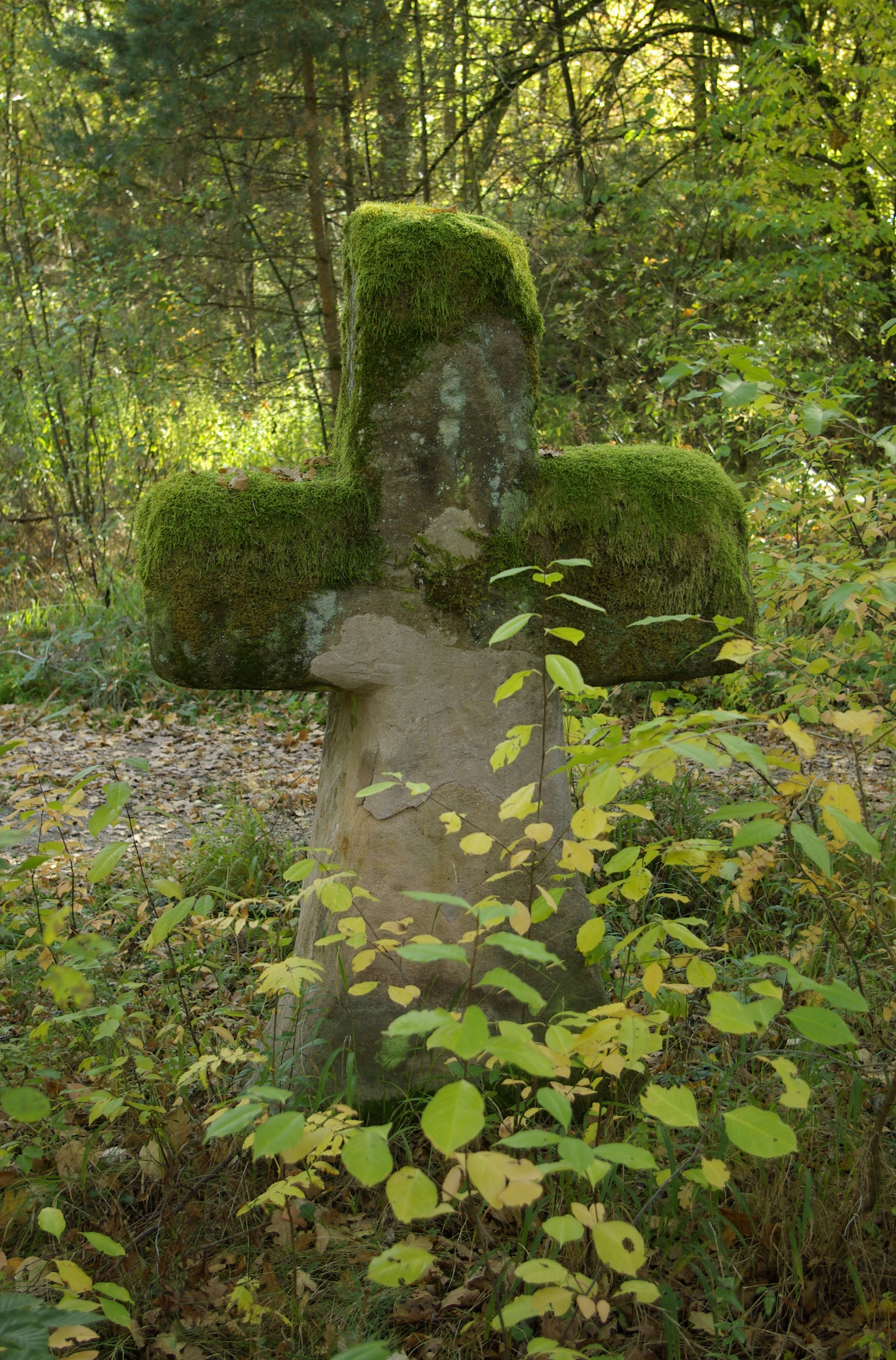
Rückseite des Fuhrmannssteins, 2012

Der Fuhrmannsstein, auch Fuhrmannstein, ist ein spätmittelalterliches Steinkreuz im gemeindefreien Gebiet Forst Tennenlohe im mittelfränkischen Landkreis Erlangen-Höchstadt.

## Standort
Das Steinkreuz steht in der Waldabteilung Eichenloh, südöstlich von Tennenlohe und nahe der Grenze zum Neunhofer Forst.

## Beschreibung
Der etwa 1,75 Meter hohe Fuhrmannsstein besteht aus dem in der Umgebung vorkommenden Burgsandstein. Das Flurdenkmal in Form eines lateinischen Kreuzes von unregelmäßigen Ausmaßen ist maximal ca. einen Meter breit und hat eine Stärke von rund 30 Zentimetern.

## Geschichte
Die ursprüngliche Bedeutung des Steinkreuzes ist unbekannt. Seinen Namen erhielt es durch mehrmalige Erwähnungen im Zusammenhang mit Überfällen auf Nürnberger Kaufleute:

„Beim Steinernen Kreuz vor Tennenlohe hat Christoph v. Leinigen, Hauptmann zu Lauf, 1421 drei Nürnberger gefangen und ihrer Habe beraubt. Mußte die Gefangenen wieder herausgeben, denn sie haben sich ledig gezahlt.“

„Am Steinernen Kreuz bei Tennenlohe wurden der Dicke Michel, ein Fuhrmann, der beim Wirt in Tennenlohe Hannsen Stein, der zugleich Hauptmann war, geherbergt hatte, von drei Räubern überfallen. Einige Tage zuvor überfielen bei den gleichen Kreuz einen anderen Fuhrmann, der nach Nürnberg wollte, spät abends drei nackte oder schlecht gekleidete Räuber und raubten ihn alle Fuhrmannshabe.“

Der jetzige Standort des Steinkreuzes entspricht nicht dem ursprünglichen Ort der Aufstellung. Bis Herbst 1978 stand es weiter westlich innerhalb der nördlichen Ausfahrt Tennenlohe der Bundesautobahn 3. Im Zuge des vierspurigen Ausbaus der Bundesstraße 4 wurde es schwer beschädigt. Um das Kreuz vor der gänzlichen Zerstörung zu bewahren, wurde es in das heutige Walderlebniszentrum in Tennenlohe versetzt und restauriert. Später wurde der Fuhrmannsstein an seinem heutigen Standort errichtet.